# Boadilla del Monte
Boadilla del Monte er en by og kommune i det centrale Spanien i Madrid-regionen. Den har et indbyggertal på 65.839 (2024) indbyggere.